# Hác Tư Văn
Hác Tư Văn , tên hiệu Tỉnh Mộc Hãn, là một nhân vật hư cấu trong tiểu thuyết cổ điển Trung Quốc Thủy hử. Ông là một trong 72 Địa Sát Tinh của 108 anh hùng Lương Sơn Bạc.

## Xuất thân
Mẹ của Hác Tư Văn nằm mộng thấy ngôi sao Tỉnh Mộc Hãn đầu thai xuống phàm trần. Không lâu sau bà mang thai và sinh ra Hác Tư Văn. Ông mang tên hiệu Tỉnh Mộc Hãn vì được cho là ngôi sao này đầu thai. Hác Tư Văn tinh thông võ nghệ, làm tướng của triều đình và anh em kết nghĩa với Quan Thắng.

## Gia nhập Lương Sơn
Khi quân Lương Sơn Bạc tấn công phủ Đại Danh (nay là Hàm Đan) để giải cứu cho Lư Tuấn Nghĩa, quan trấn thủ tại đó là Lương Trung Thư, con rể của thái sư Sái Kinh, cấp báo với triều đình. Tuyên Tán, một viên tướng, tiến cử Quan Thắng với Sái Kinh. Quan Thắng được bổ nhiệm làm chánh tướng còn Tuyên Tán và Hác Tư Văn làm phó, họ còn kết nghĩa với Quan Thắng, làm phó tướng chỉ huy quân triều đình đánh dẹp Lương Sơn Bạc.
Ban đầu quân của Quan Thắng chiếm được chút ưu thế. Sau Quan Thắng bị Hô Diên Chước đến lập mưu trá hàng, lừa đi cướp trại. Quan Thắng mắc mưu nên bị bắt, hai phó tướng cũng bị bắt theo, cả ba người lên Lương Sơn Bạc đều cảm động cái nghĩa khí của đầu lĩnh Tống Công Minh nên đồng ý quy hàng.
Sau đó, Hác Tư Văn cùng Quan Thắng và Tuyên Tán giao chiến với quân của Đan Đình Khuê và Ngụy Định Quốc đến dẹp Lương Sơn Bạc. Hác Tư Văn bị Đan Đình Khuê bắt được, trên đường bị giải về kinh may được Lý Quỳ, Tiêu Đĩnh và Bào Húc ở Khô Thụ sơn cứu.

## Sau khi chiêu an và tử trận
Khi định ngôi thứ ở Lương Sơn Bạc, Hác Tư Văn trở thành một đầu lĩnh mã quân, ông và Tuyên Tán thường làm phó tướng cho Quan Thắng. Sau khi nhận chiêu an, ông cùng các đầu lĩnh tham gia các chiến dịch đánh dẹp quân Liêu và các lực lượng khác chống đối triều đình nhà Tống. Trong chiến dịch đánh Phương Lạp, khi đánh tới Hàng Châu, Hác Tư Văn cùng Từ Ninh được phân đi do thám, gặp phải phục binh. Từ Ninh bị trúng tên độc còn Hác Tư Văn bị bắt vào trong thành. Hác Tư Văn kiên cường bất khuất không chịu đầu hàng, bị Phương Thiên Định sai người chém đầu, băm xác.

## Trong Đãng Khấu Chí
Tại hồi 61, Hô Diên Chước, Hàn Thao, Bành Kỷ, Tuyên Tán, Hách Tư Văn trấn thủ Gia Tường. Khi quân triều đình tiến đánh, Hô Bành Hàn 3 người đem binh rời thành chặn đánh. Tuyên Hách được lệnh trấn thủ Gia Tường, ngờ đâu tiền quân thất bại, Hàn Thao, Bành Kỷ chết trận. Quân triều đình dùng cờ đỏ tấn công Gia Tường, 2 tướng nghĩ là Hô Diên Chước phá vây về thành nên mở cửa đón vào. Quân triều đình thừa cơ tràn vào đánh giết. Tuyên Tán giao chiến bị Cáp Lan Sinh bắt sống. Hách Tư Văn phá vây bất thành, bị Sa Chí Nhân đâm trung hốc vai, rồi bị Miễn Dĩ Tín bắt sống.